# آناکاردیک اسید
اسید آناکاردیک (به انگلیسی: Anacardic acid) با فرمول شیمیایی C۲۲H۳۰O۳ یک ترکیب شیمیایی با شناسه پاب‌کم ۹۸۷۵۱۳۱ است. که جرم مولی آن ۳۴۲٫۴۷۱۸ گرم بر مول می‌باشد.